# Флаг Ростовской области
Флаг Росто́вской области является официальным символом Ростовской области Российской Федерации.

## Описание
Флаг Ростовской области представляет собой прямоугольное полотнище из трёх равновеликих горизонтальных полос: верхней — синего, средней — жёлтого и нижней — алого цвета. Вертикально вдоль древка расположена белая полоса, составляющая 1/5 часть ширины флага. Отношение ширины флага к его длине 2:3.
Донской флаг (ныне используется как Флаг Всевеликого Войска Донского) был впервые принят атаманом деятелем Белого движения П. Н. Красновым в 1918 году в Гражданскую войну. Цвета флага символизировали единство трёх социальных групп (синий — донских казаков, жёлтый — калмыков, красный — русских), живших на Дону.
В 1996 году на основе донского триколора был утверждён флаг Ростовской области. Он был дополнен вертикальной белой полосой — символом единства области с Российской Федерацией.

## Похожие флаги
- Флаг народа Кхмер-кром
- Флаг панамской провинции Лос-Сантос
- Флаг города Брёкелен
- района Аурих
- Флаг эквадорской провинции Каньяр
- Флаг Молдавии
- Флаг Румынии
- Флаг Чада
- Флаг Андорры